# Lezenje materiala
Lezenje materiala je časovno odvisna deformacija. Lezenje se pojavi, če je temperatura višja od 40 % Tt (tališča kovine), napetosti v materialu pa so manjše od napetosti tečenja pri isti temparaturi.
Material je obremenjen s konstantno silo (lahko tudi napetostjo), vendar se zaradi toplotno aktiviranih procesov, ki potekajo v njem, s časoma deformira (trajna deformacija se s časom povečuje). Pri preizkusu lezenja dobimo krivuljo lezenja, na kateri je podana odvisnost deformacije preizkušanca od časa preizkusa.
Deformacija se navadno pojavlja na treh stopnjah:
- primarno lezenje - hitrost deformacije s časom pojema
- sekundarno lezenje - hitros deformacije se z časom ne spreminja (je konstantna)
- terciarno lezenje - hitrost deformacije s časom narašča in končno privede do loma preizkušanca.